# Carlo Cavicchi
Carlo Cavicchi (Sasso Marconi, 29 maggio 1947) è un giornalista e scrittore italiano.
È stato direttore del settimanale Autosprint dal 1984 al 1999, del settimanale SportAutoMoto dal 2001 al 2008 e del mensile Quattroruote dal 2010 al 2014.
È stato membro della giuria dell'Auto dell'anno dal 1993 al 2011 e della giuria mondiale del Car of the Century che nel 1999 ha eletto la vettura del secolo. Collaboratore dal 1995 della pagina dei motori del quotidiano la Repubblica, ha vinto 11 premi giornalistici e pubblicato numerosi libri.

## Biografia
Nasce a Sasso Marconi nel 1947, unico figlio di Fulvia e Gelindo Cavicchi. Laureato in Ingegneria civile, è sposato con Ippolita Rabusin e ha un figlio, Fulvio.

### Gli inizi
Comincia a scrivere nel 1969 nel periodico sportivo bolognese Traguardo occupandosi di pallacanestro, disciplina praticata sin dalla giovane età e sua grande passione assieme all'automobilismo. Nel 1970 passa a scrivere, sempre di pallacanestro, al settimanale Qui Bologna edito dalla Conti Editore che possiede anche il settimanale Autosprint, allora diretto da Marcello Sabbatini, dove approda quasi subito per scrivere di karting (disciplina praticata per diverse stagioni a livello amatoriale). Nel 1971 passa ad occuparsi di rally, specialità ai tempi poco seguita in Italia, ma che poi con la vittoria di Sandro Munari su Lancia Fulvia Coupé HF al Rally di Monte Carlo nel gennaio 1972 incontrerà un crescente interesse. Cavicchi seguirà i rally fino al 1984 come inviato speciale in giro per il mondo, diventando in fretta una delle firme più importanti della rivista e persino presidente della Rally Press Association, organizzazione che riuniva tutti i più importanti giornalisti mondiali che si occupavano della disciplina.

### La nascita diRombo
Nel marzo del 1981 ad Autosprint c'è un esodo in massa: dal direttore all'ultimo redattore, con solo un paio di eccezioni, tutta la redazione se ne va per dar vita al nuovo settimanale Rombo. All'origine c'è uno screzio tra il direttore Sabbatini e l'editore Luciano Conti e, per solidarietà, tutti seguono l'uomo che aveva fatto grande Autosprint. Cavicchi viene promosso caporedattore in seno alla neonata testata, ma continua ad occuparsi anche di rally dove è considerato da tutti il mentore della disciplina.

### Il ritorno adAutosprint
Nell'estate del 1984 il nuovo direttore di Autosprint, Italo Cucci, richiama Cavicchi e gli offre la direzione del giornale. La cosa si materializza in ottobre con una condirezione di sei mesi per il passaggio delle consegne. Cavicchi resterà sul ponte di comando fino all'aprile 1999. In questo periodo ricco di soddisfazioni per i dati di vendita della rivista, prendono vita molte iniziative che daranno lustro alla testata. Tra queste c'è l'idea di far debuttare in auto il sedicenne Jacques Villeneuve, figlio di Gilles, futuro vincitore della 500 Miglia di Indianapolis e campione del mondo in Formula 1.
Poi, nei primi anni 90, assieme al forlivese Davide Gramellini, Autosprint darà vita al Nido dell'Aquila, una corsa in salita su terra che si rifaceva alla popolare Pikes Peak statunitense. Sarà un evento unico nel panorama nazionale perché richiamerà grandi piloti dei rally e della velocità, dai campioni del mondo Miki Biasion, Stig Blomqvist e Tommi Mäkinen ai grandi della pista come Jean Alesi, Alessandro Zanardi, Gabriele Tarquini, Nicola Larini, Gianni Morbidelli e così via, mettendoli per la prima volta uno contro l'altro anche se protagonisti di discipline differenti; ma vi correranno anche personaggi famosi come Adriano Panatta, Daniele Massaro o Giorgio Faletti. Purtroppo il terremoto che devasterà l'Umbria nel 1997 (la corsa si svolgeva sul Monte Pennino, vicino a Nocera Umbra) metterà la parola fine all'epoca d'oro della gara.
La medaglia più grossa resta comunque la grande battaglia cui dà vita Autosprint nel 1994 dopo la morte di Ayrton Senna a Imola. La rivista sostiene che la causa dell'incidente del campione brasiliano non sia la fatalità bensì la rottura del piantone dello sterzo, tirando quindi in ballo una negligenza del team Williams; per i successivi sei mesi, ogni settimana in copertina vi sarà un grosso richiamo con scritto “vogliamo la verità”. Contro Cavicchi si scatena tutto il circus della F1 e sul suo capo, e ovviamente su Autosprint, pioveranno querele su querele con richieste di risarcimento danni milionarie. Dopo anni la giustizia italiana stabilirà che Autosprint aveva ragione, sostenendo quella che è oggi una verità acclarata.

### Il circuito di Adria
Lasciata la direzione di Autosprint, Cavicchi viene coinvolto dall'ex pilota Giuliano Altoè nel progetto per la costruzione di un nuovo autodromo ad Adria, in Polesine, l'Adria International Raceway. Entra in società e si occupa delle relazioni esterne, mettendo a frutto anche tutte le conoscenze maturate negli anni in seno alla Federazione nazionale e in quella internazionale. Dai primi disegni alla prima gara non passano nemmeno due anni. Da quel momento l'impianto può camminare con le sue gambe e Cavicchi ha esaurito il suo compito; resterà comunque nel Consiglio di Amministrazione fino all'agosto del 2008, pur senza avere più quote societarie.

### La nascita diSportAutoMoto
L'attività giornalistica rimane la prima passione, così, a fine 2000, si fa convincere a rientrare nel giro della carta stampata per dar vita a SportAutoMoto, un nuovo settimanale a colori stampato nel formato broadsheet, quello dei grandi quotidiani. Alle spalle ci sono L'Eco di Bergamo e il Giornale di Brescia che sono anche proprietari di un moderno impianto tipografico. All'epoca i quotidiani fanno un uso davvero limitato del colore, SportAutoMoto invece detta una nuova via facendo sfoggio di grandi fotografie passanti tra le pagine: sarà una rivoluzione perché ben presto si adegueranno tutti. Cavicchi resterà alla guida del settimanale fino all'agosto del 2008.

### L'approdo aQuattroruote
Nel dicembre 2008 il direttore di Quattroruote, Mauro Tedeschini, offre a Cavicchi la vicedirezione del mensile. Il rapporto si materializza a inizio febbraio 2009 e già a giugno arriva la condirezione, che diventerà poi direzione nel luglio 2010. In pensione dal 2012, Cavicchi resterà al suo posto fino al maggio 2014, quando chiederà al suo editore di rallentare l'attività per restare un po' più a casa, a Bologna. Accontentato, rimane nell'azienda con l'incarico di responsabile delle relazioni esterne automotive e dà vita alla Quattroruote Academy, poi evoluta nell'Accademia Editoriale Domus, che ogni anno istruisce giovani neolaureati per poi introdurli nel giro delle aziende legate al mondo delle quattro ruote.

### Dopo la carta stampata
Terminato il rapporto con l'Editoriale Domus, dal 2022 è Direttore Comunicazione di Isotta Fraschini Milano Fabbrica Automobili, seguendone la ripartenza e il debutto con la Tipo 6 LMH Competizione nel Campionato Mondiale Endurance FIA. Inoltre nel 2024 è stato il curatore della grande mostra "Senna Forever" presso il Museo Nazionale dell'Automobile di Torino in occasione del trentennale della morte di Ayrton Senna, che ha raggiunto il traguardo di 250.000 visitatori.

## Riconoscimenti
- 1976 - Premio Sanremo e l'automobile [7]
- 1977 - Premio sulla sicurezza Sabelt
- 1986 - Premio CSAI
- 1988 - Premio 1000 Miglia
- 1992 - Premio Confartigianato Motori, dell'APA Confartigianato di Milano e Provincia [8]
- 20 dicembre 2002 - Diploma del Comitato Olimpico Internazionale per il contributo allo sviluppo dello sport
- 2004 - Premio giornalistico "Franco Lini"
- 2010 - Premio Rallylegend [9]
- 2011 - Trofeo Lorenzo Bandini - Medaglia provincia di Ravenna [10]
- 2019 -  Lauréat du Prix du Livre, Sportel Awards [11]
- 2021 - Premio Bruno Raschi alla carriera, consegnato al Premio Bancarella Sport [12]
- 2022 - Premio "Best in Classic 2022", miglior libro di auto dell'anno con "L'Altra Faccia delle Corse"[13]

## Opere
- Alen, Conti Editore, Bologna, 1988.
- Un Leone in Ferrari, Conti Editore, Bologna, 1990.
- Senna Vero, Conti Editore, Bologna, 1992. (redatto a quattro mani con l'asso brasiliano e arrivato a ben sette ristampe)
- Destra3 lunga chiude, Giorgio Nada Editore, Milano, 2016, ISBN 978-88-7911-666-4.
- Però lo scoop è mio, Minerva Edizioni, Bologna, 2018, ISBN 978-88-3324-048-0. (romanzo)
- PREGLIASCO Lo chiamavano il prete, andava come un diavolo, Giorgio Nada Editore, Milano, 2019, ISBN 978-88-7911-744-9.
- Senna Inedito, Giorgio Nada Editore, Milano, 2019, ISBN 978-88-7911-754-8
- Dentro l'Osca, Minerva Edizioni, Bologna, 2019, ISBN 978-88-3324-186-9
- Michelotto, raff mediagroup, Germania, 2019
- Rapiremo Niki Lauda, Minerva Edizioni, Bologna, 2020, ISBN 978-88-3324-2828. (romanzo)
- L'Altra Faccia delle Corse, Minerva Edizioni, Bologna, 2021, ISBN 978-8833244075
- Vendeva Anacardi, Minerva Edizioni, Bologna, 2022, ISBN 978-88-3324-5089. (romanzo)